# Curtains
Curtains (српски: Завесе) је девети соло албум прослављеног америчког гитаристе и бившег члана Ред Хот Чили Пеперс, Џона Фрушантеа. Цео албум снимљен је у Џоновој дневној соби, већина песама је снимана у целости. Овај албум је уједно и последњи у низу серије "шест албума у шест месеци“.

## Листа песама
1. "The Past Recedes" – 3:53
2. "Lever Pulled"  – 2:22
3. "Anne"  – 3:35
4. "The Real" – 3:06
5. "A Name" – 2:03
6. "Control" – 4:29
7. "Your Warning" – 3:33
8. "Hope" – 1:56
9. "Ascension" – 2:52
10. "Time Tonight" – 3:12
11. "Leap Your Bar" – 2:36

## Особље
- Џон Фрушанте – Вокал, електрична гитара, акустична гитара, електрични бас, мелодика, клавир, мелотрон, синтисајзер, ефекти
- Омар Родригез-Лопез - гитара на "Lever Pulled" и "Anne"
- Карла Азар – бубњеви и перкусија
- Кен Вајлд - бас
- Мајк Пишители - дизајн и режија спота за "The Past Recedes"
- Рајан Хјуит и Крис Холмс– аудио инжењеринг
- Дејв Ли – техничар за инструменте